# Pinched
Pinched é um curta-metragem mudo norte-americano de 1917, do gênero comédia, dirigido e estrelado por Harold Lloyd. Cópia do filme sobrevive no Museu de Arte Moderna, Nova Iorque.

## Elenco
- Harold Lloyd - O Garoto
- Snub Pollard
- Bebe Daniels
- William Blaisdell
- Sammy Brooks
- Bud Jamison

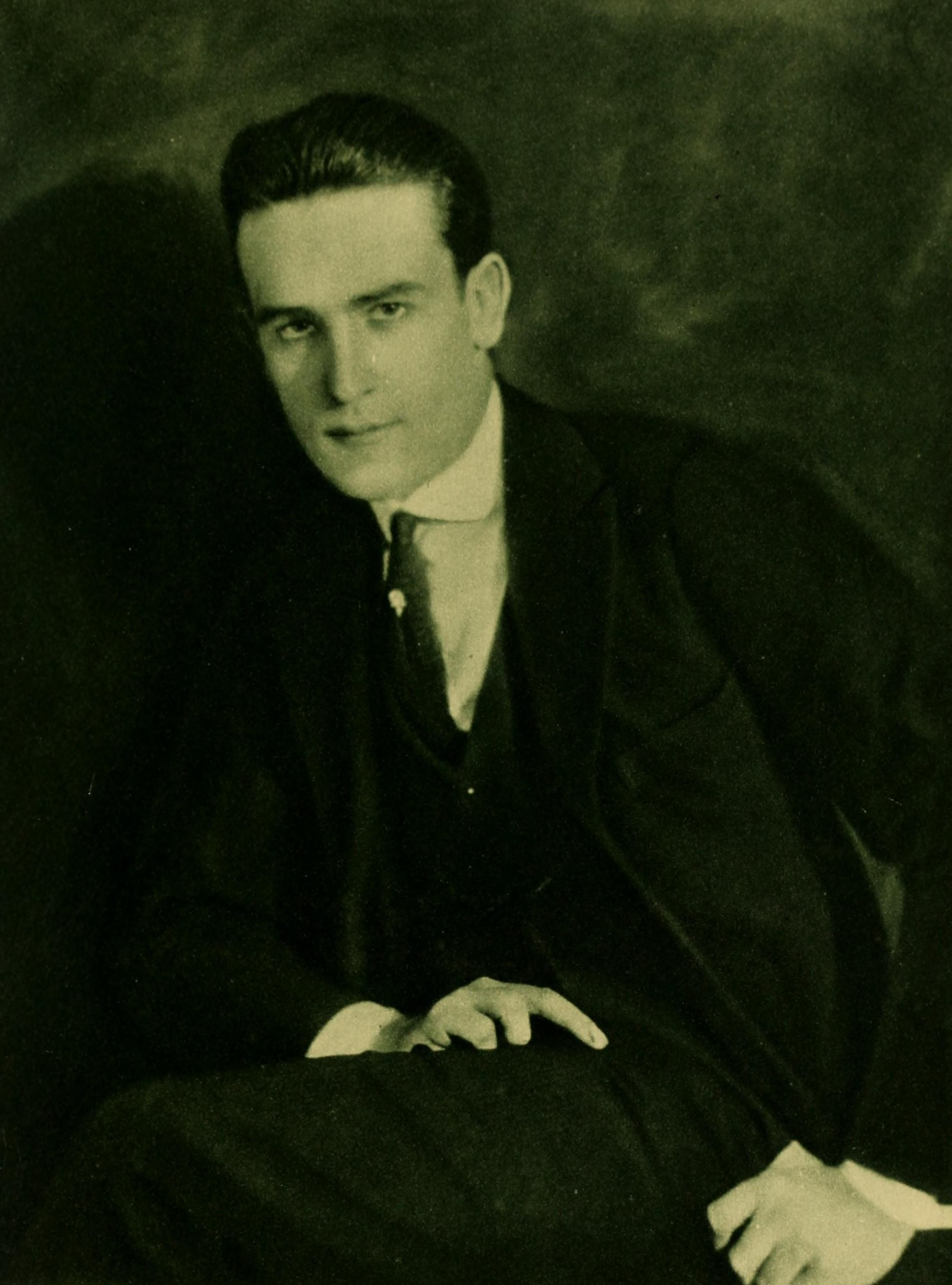
Harold Lloyd

- Margaret Joslin - (como Margaret Joslin Todd)
- Gus Leonard
- Fred C. Newmeyer
- Charles Stevenson
- Dorothea Wolbert